# Torrox
Torrox er en by og kommune i det sydlige Spanien i provinsen Málaga. Den har et indbyggertal på 21.583 (2024) indbyggere.